# John Brabazon (10e comte de Meath)
John Chambre Brabazon, 10e comte de Meath (9 avril 1772 - 15 mars 1851) est un pair anglo-irlandais.

## Biographie
Il est le troisième fils d'Anthony Brabazon (8e comte de Meath) et Grace Leigh. Il devient comte de Meath en 1797 après la mort de son frère William Brabazon, 9e comte de Meath, qui est tué dans un duel avec un M. Gore. Il devient Custos Rotulorum du comté de Wicklow de 1797 à 1851 et, de 1831 à 1851, Lord Lieutenant de Dublin.
Le 10 septembre 1831, comme descendant du dernier vicomte Chaworth, il est créé baron Chaworth dans la pairie du Royaume-Uni, lui donnant automatiquement droit à un siège à la Chambre des lords britannique. Il est nommé Chevalier de l'Ordre de St Patrick le 24 novembre 1831 et est investi en tant que membre du Conseil privé de l'Irlande en 1833.
Il épouse Melosina Adelaide Meade, fille de John Meade (1er comte de Clanwilliam) et Theodosia Hawkins-Magill, et a six enfants, dont William Brabazon (11e comte de Meath), qui lui succède.